# Congo-Brazzaville op de Olympische Jeugdzomerspelen 2010
Congo-Brazzaville nam deel aan de Olympische Jeugdzomerspelen 2010 in Singapore, de eerste editie van de Olympische Jeugdspelen.

## Deelnemers en resultaten
(m) = mannen, (v) = vrouwen 

### Atletiek
| Olympiër                   | Discipline | Resultaat | Prestatie                                   |
| -------------------------- | ---------- | --------- | ------------------------------------------- |
| Merveille Mezame-Egeindita | 100 m (v)  | 20e       | 1R serie 2: 13,11 (6e) C-finale: 13,10 (6e) |

### Taekwondo
| Olympiër        | Discipline    | Resultaat | Prestatie                                       |
| --------------- | ------------- | --------- | ----------------------------------------------- |
| Thiery Mabounda | tot 55 kg (m) | 9e        | 1R: verloor van MYA Naing Dwe Shein Shein (4-5) |

### Tafeltennis
| Olympiër                                            | Discipline    | Resultaat | Prestatie |
| --------------------------------------------------- | ------------- | --------- | --- |
| Jolie Mafuta-Ivoso                                  | enkelspel (v) | 2e ronde  | 1R: groep B (4e) 0-3 MDA Olga Bliznet (3-11, 6-11, 3-11) 0-3 FRA Celine Pang (3-11, 9-11, 2-11) 0-3 KOR Yang Ha-eun (2-11, 4-11, 4-11) 2R B-fase: groep EE (3e) 0-3 IND Mallika Bhandarkar (4-11, 6-11, 2-11) 0-3 HUN Mercedes Nagyvarardi (3-11, 2-11, 5-11) |
| Jolie Mafuta-Ivoso + MRI Wa Warren Li Kam Afrika-II | gemengd team  | 25e       | 1R: groep C (4e) 0-3 Europa-III JM-I 0-3 GBR Alice Loveridge (2-11, 3-11, 3-11 ) WLK 0-3 ITA Leonardo Mutti (6-11, 8-11, 5-11) GD 1-3 (5-11, 11-8, 4-11, 2-11) 0-3 Europa-IV JM-I 0-3 MDA Olga Bliznet (2-11, 2-11, 3-11) WLK 0-3 POL Konrad Kulpa (6-11, 3-11, 5-11) GD 0-3 (2-11, 3-11, 6-11) 0-3 Europa-I JM-I 0-3 ROU Bernadette Szocs (2-11, 3-11, 4-11) WLK 1-3 SWE Hampus Soderland (6-11, 11-9, 2-11, 8-11) GD 0-3 (9-11, 2-11, 4-11) 2R B-fase: KF 0-2 Intercontinentaal-II JM-I 0-3 RUS Yana Noskova (3-11, 4-11, 7-11) WLK 0-3 UZB Elmurod Holikov (4-11, 7-11, 8-11) |

### Worstelen
| Olympiër      | Discipline                 | Resultaat | Prestatie                                                                                                  |
| ------------- | -------------------------- | --------- | --- |
| Prince Mbambi | vrije stijl, tot 54 kg (m) | 9e        | groep B: (5e) 1-3 TUN Maher Ghanmi 0-4 JPN Yuki Takahashi 0-4 TUR Mehmet Ali Daylak 0-4 DOM Jeffry Serrata |

Afghanistan · Albanië · Algerije · Amerikaanse Maagdeneilanden · Amerikaans-Samoa · Andorra · Angola · Antigua en Barbuda · Argentinië · Armenië · Aruba · Australië · Azerbeidzjan · Bahama's · Bahrein · Bangladesh · Barbados · België · Belize · Benin · Bermuda · Bhutan · Bolivia · Bosnië en Herzegovina · Botswana · Brazilië · Britse Maagdeneilanden · Brunei · Bulgarije · Burkina Faso · Burundi · Cambodja · Canada · Centraal-Afrikaanse Republiek · Chili · China · Chinees Taipei · Colombia · Comoren · Congo-Brazzaville · Congo-Kinshasa · Cookeilanden · Costa Rica · Cuba · Cyprus · Denemarken · Djibouti · Dominica · Dominicaanse Republiek · Duitsland · Ecuador · Egypte · El Salvador · Equatoriaal-Guinea · Eritrea · Estland · Ethiopië · Fiji · Filipijnen · Finland · Frankrijk · Gabon · Gambia · Georgië · Ghana · Grenada · Griekenland · Groot-Brittannië · Guam · Guatemala · Guinee · Guinee‑Bissau · Guyana · Haïti · Honduras · Hongarije · Hongkong · Ierland · IJsland · India · Indonesië · Irak · Iran · Israël · Italië · Ivoorkust · Jamaica · Japan · Jemen · Jordanië · Kaaimaneilanden · Kaapverdië · Kameroen · Kazachstan · Kenia · Kirgizië · Kiribati · Koeweit · Kroatië · Laos · Lesotho · Letland · Libanon · Liberia · Libië · Liechtenstein · Litouwen · Luxemburg · Macedonië · Madagaskar · Malawi · Malediven · Maleisië · Mali · Malta · Marshalleilanden · Marokko · Mauritanië · Mauritius · Mexico · Micronesië · Moldavië · Monaco · Mongolië · Montenegro · Mozambique · Myanmar · Namibië · Nauru · Nederland · Nederlandse Antillen · Nepal · Nicaragua · Nieuw-Zeeland · Niger · Nigeria · Noord-Korea · Noorwegen · Oeganda · Oekraïne · Oezbekistan · Oman · Oostenrijk · Oost‑Timor · Pakistan · Palau · Palestina · Panama · Papoea-Nieuw-Guinea · Paraguay · Peru · Polen · Portugal · Puerto Rico · Qatar · Roemenië · Rusland · Rwanda · Saint Kitts en Nevis · Saint Lucia · Saint Vincent en Grenadines · Salomonseilanden · Samoa · San Marino · Sao Tomé en Principe · Saoedi-Arabië · Senegal · Servië · Seychellen · Sierra Leone · Singapore · Slovenië · Slowakije · Soedan · Somalië · Spanje · Sri Lanka · Suriname · Swaziland · Syrië · Tadzjikistan · Tanzania · Thailand · Togo · Tonga · Trinidad en Tobago · Tsjaad · Tsjechië · Tunesië · Turkije · Turkmenistan · Tuvalu · Uruguay · Vanuatu · Venezuela · Verenigde Arabische Emiraten · Verenigde Staten · Vietnam · Wit-Rusland · Zambia · Zimbabwe · Zuid-Afrika · Zuid-Korea · Zweden · Zwitserland